# The King of Fighters '99
The King of Fighters '99: Millennium Battle  è un picchiaduro a incontri 2D sviluppato dalla SNK e pubblicato per il Neo Geo arcade e console nel 1999. È il sesto titolo della saga The King of Fighters. Fu convertito per Neo Geo CD e PlayStation, ultimo titolo della serie ad approdare su queste due console, e per Dreamcast e Windows.

## Trama
Ne è passato di tempo dall'ultimo King of Fighters e, dalla sconfitta di Orochi da parte di Kyo Kusanagi e Iori Yagami, nessuno ha avuto modo di rivederli più. 
Benché sia stata una gran perdita, l'unione tra associazione di tornei clandestine e mass media ha dato i suoi frutti, permettendo la formazione di un altro torneo King of Fighters, questa volta però richiedente team di 4 e non 3 combattenti.
C'è stato un notevole cambiamento nel roster, data anche la scomparsa sia di Kyo che Iori. Il nuovo protagonista è K', assieme al compare Maxima, uniti con  Benimaru Nikaido e Shingo Yabuki per formare il nuovo Hero Team. Takuma Sakazaki riforma il team Art of Fighting, mentre Mai Shiranui diviene parte ufficiale del team Fatal Fury, dopo 6 tornei. 
King si unisce a Blue Mary (praticamente con tutto il "'97 Special Team") per formare il nuovo Woman Fighters Team assieme a Kasumi Todoh (ultima volta vista in KOF '96) e Li Xiangfei (proveniente da Real Bout Fatal Fury 2). 
Gli altri team rimangono invariati, se non con l'arrivo di un nuovo membro a team: Whip, una soldatessa, diventa parte dell'Ikari Team, il giovane Bao si unisce allo Psycho Soldier Team, e il maestro di Tae Kwon Do master Jhun Hoon si unisce al rivale Kim Kaphwan nel Korean Team.
C'è anche modo di usare, come personaggi nascosti, sia Iori che Kyo, con mosse e vestiari rinnovati, oltre a poter usare, sempre come personaggi segreti, due versioni alternative di Kyo.

## Modalità di gioco
Invece di tre personaggi, come per i primi KOF, adesso ogni team dispone di quattro personaggi: prima di ogni match, tre sono scelti per combattere, mentre il rimanente come "Striker", chiamabile limitate volte premendo un pulsante specifico, capace di attaccare l'avversario quando meno se l'aspetta.
La scelta tra modalità Advance ed Extra è stata rimossa: adesso si ha un sistema più evoluto dell'Advance, variabile a piacimento prima dell'inizio del primo round: si può scegliere la modalità "Counter", più offensiva, dando modo di usare le super infinite volte, una volta ricaricata la barra e la possibilità di intervallare più rapidamente gli attacchi.
L'altra modalità si chiama "Armor", incrementa la difesa, permettendo al combattente di difendersi meglio e di assorbire gli attacchi avversari, non permettendo però l'uso della Super da parte del duellante.

## Personaggi
- (Fatal Fury Team ) con Terry Bogard, Andy Bogard, Joe Higashi e Mai Shiranui.

- (Psyco Soldiers Team) con Athena Asamiya, Sie Kensou, Chin Gensai e Bao.

- (Hero Team) con K', Benimaru Nikaido, Maxima e Shingo Yabuki.

- (Single Entry) con Kyo Kusanagi-1 e Kyo Kusanagi-2

- (Korea Team) con Kim Kaphwan, Choi Bounge, Chang Koehan e Jhun Hoon.

- (Ikary Warriors) con Leona Heidern, Ralf Jones, Clark Steel e Whip.

- (Female Team) con Blue Mary, Kasumi Todoh, King e Li Xiangfei.

- (Art Of Fighting Team) con Ryo Sakazaki, Robert Garcia, Yuri Sakazaki e Takuma Sakazaki.

- (Personaggi Segreti) con Kyo Kusanagy e Iori Yagami.

- (Boss) con Krizalid.

## Versioni
KoF '99 è stato risviluppato per Dreamcast, intitolato The King of Fighters '99: Evolution.
Questa versione aggiunge Kyo Kusanagi, Athena Asamiya (in uniforme scolastica), Goro Daimon, Billy Kane, Ryuji Yamazaki, Chizuru Kagura, Syo Kirishima, Alfred Airhawk, Vanessa, Seth, Fiolina Germi e Gai Tendo come nuovi striker, assenti nella versione originale.
In più, è possibile connettere il gioco a The King of Fighters: Battle de Paradise per Neo Geo Pocket Color, per ottenere i punti lì ottenuti in KOF '99, facilitatori nel potenziamento degli striker aggiuntivi. 
Entrambe le versioni, originale e Dreamcast, sono incluse nella raccolta The Kings of Fighters NESTS Hen, uscita esclusivamente in Giappone per PlayStation 2.